# Qigong Tuina
Le Qigong Tuina est l'un des outils de la médecine traditionnelle chinoise (MTC). Bien que relativement peu répandu si on le compare à l'acupuncture, il fait l'objet d'un certain engouement en Chine comme en France : publication de plusieurs livres en langue française,,,,, formation de praticiens par plusieurs enseignants chinois en France (Pr Bai Yunqiao, Dr Liu Dong) et existence de plusieurs centres de formation dédiés à cette méthode depuis 2004 en France,,.

## Définition
Qigong (chinois simplifié : 气功 ; chinois traditionnel : 氣功 ; pinyin : qì gōng) signifie Travail de l'énergie. Ce terme renvoie à des méthodes de mouvements, respirations, postures pratiquées en Chine dans le but d'entretenir la santé.
Tuina ((chinois simplifié 推拿 ; chinois traditionnel :  推拿 ; pinyin : tuī ná) signifie littéralement Pousser et Saisir. Ce sont le nom de deux techniques de massage. Le Tuina désigne le massage thérapeutique chinois traditionnel.
Qigong Tuina signifie donc Massage énergétique. Il s'agit d'une méthode de massage chinois, à but généralement thérapeutique, utilisant le Qigong comme outil ou comme complément (en fonction des lignées de transmission).

## Apprentissage
Comme tous les outils de la médecine traditionnelle chinoise (MTC), le Qigong Tuina s'appuie sur les fondements théoriques communs, présents par exemple dans le Classique de l'Empereur Jaune : Théorie des méridiens, propriétés des points, théorie du Yin Yang, 5 éléments, Trois Trésors, fonctions énergétiques des organes et entrailles, etc. L'utilisation de ce "langage commun" intègre le Qigong Tuina comme l'un des outils de la MTC et facilite la communication avec des praticiens en Acupuncture, Pharmacopée chinoise, Diététique chinoise, etc. Cet apprentissage théorique, additionné de l'étude de l'anatomie pour le massage et des fondements de philosophie chinoise et de Qigong, fait que l'étude du Qigong Tuina est relativement longue (3 à 4 ans minimum en France). Il est à noter que les formations ne bénéficient d'aucune reconnaissance de l’État français, bien que certaines écoles bénéficient d'une reconnaissance de fédérations de Massage, ou de fédérations sportives (pour la partie enseignement du Qigong).
En Chine, le Qigong Tuina n'est pas enseigné en université. Sa transmission passe uniquement par l'enseignement de maître à disciple, qui dure traditionnellement 3 ans à plein temps .

## Histoire
Le Qigong Tuina fait sans doute partie des méthodes pratiquées par les médecins chinois depuis des millénaires. Mais si des mentions de Qigong d'auto-traitement sont retrouvées dès le Ier siècle av. J.-C. (notamment dans le Yin Shu 引书), l'utilisation de concepts du Qi 气 dans les soins manuels est très peu documentée dans l'histoire du Tuina 推拿 (contrairement à l'acupuncture, où saisir le Qi fait partie des techniques d'aiguilles mentionnées dès le Ling Shu). Cette absence de mention dans les textes ne veut pas dire qu'elle ne faisait pas partie de la pratique clinique. En effet les ouvrages contemporains à propos du Tuina mentionnent très rarement l'énergie et la sensation, alors nombre que de praticiens sont très inspirés des apports du Qigong. Le terme Qigong Tuina semble être apparu à la fin du XXe siècle pour désigner plusieurs courants distincts ayant pour point commun l'utilisation du Qi 气 dans la pratique du Tuina.

## Différents courants du Qigong Tuina
Il existe en France deux lignées d'enseignement du Qigong Tuina :
- L'enseignement du Pr Bai Yun Qiao, un médecin de Pékin décédé en 2017, dont le disciple Amaël Ferrando dirige Kendreka, l'École du Qigong Tuina ;
- L'enseignement du Dr Liu Dong, un médecin également pékinois vivant aujourd'hui[évasif] aux États-Unis (Californie), fondateur de l'École Ling Gui.

### Particularités du Qigong Tuina de la lignée Bai
Le Qigong Tuina de la lignée Bai est défini par son fondateur le Pr Bai Yunqiao comme une méthode de santé caractérisée par 5 particularités :
| Français                                             | Chinois            | Pinyin                            |
| ---------------------------------------------------- | ------------------ | --------------------------------- |
| Naturelle et sans danger,                            | 自然和安全         | Zi Ran He An Quan                 |
| Agréable à recevoir,                                 | 舒服               | Shu Fu                            |
| Qui régule le corps et l’Esprit,                     | 调节人的身体和心理 | Tiao Jie Ren De Shen Ti He Xin Li |
| Qui peut résoudre des déséquilibres sous-jacents,    | 解决潜在的问题     | Jie Jue Qian Zai De Wen Ti        |
| Qui comporte des méthodes de diagnostic spécifiques. | 特书诊断           | Te Shu Zhen Duan                  |

Ferrando y ajoute d'autres particularités  :
- L'importance de la prévention.
- La notion de confort durant la séance.
- Le lien corps-esprit.
- L'utilisation de la sensation dans le diagnostic et le traitement.
- La notion de vide.
- L'importance de la vertu médicale (医德 Yi De ≈ l'éthique).

## Le Qigong Tuina dans le monde

### République Tchèque et Slovaquie
Il existe en république Tchèque et en Slovaquie une communauté active de praticiens en Qigong Tuina, notamment liée au fait que le Pr Bai Yunqiao a résidé plusieurs années à Prague. L'ouvrage de Amaël Ferrando, Qigong Tuina, Massage et Automassage a été traduit et publié en tchèque le 13 décembre 2024 sous le titre Léčebný Čchi kung Tuina - Masáže a automasáže.

### Articles Connexes
- Médecine chinoise traditionnelle
- Tuina Massage chinois
- Acupuncture
- Qi gong
- Daoyin yangsheng gong
- Médecine tibétaine traditionnelle
- Massage
- Shiatsu
- Tradition, Savoirs traditionnels, Médecine traditionnelle, Pharmacopée traditionnelle
- Herbologie chinoise, Pharmacopée chinoise, Pharmacognosie, Ethnobotanique, Ethnopharmacologie